# Rocca Imperiale
Rocca Imperiale é uma comuna italiana da região da Calábria, província de Cosenza, com cerca de 3.351 habitantes. Estende-se por uma área de 53 km², tendo uma densidade populacional de 63 hab/km². Faz fronteira com Canna, Montegiordano, Nova Siri (MT).

## Demografia
| Variação demográfica do município entre 1861 e 2011                               |
|                                                                                   |
| Fonte: Istituto Nazionale di Statistica (ISTAT) - Elaboração gráfica da Wikipedia |